# جين غيفورد
جين غيفورد (بالإنجليزية: Gene Gifford)‏ هو عازف جاز أمريكي، ولد في 31 مايو 1908 في أميريكوس في الولايات المتحدة، وتوفي في 12 نوفمبر 1970 في ممفيس في الولايات المتحدة.

## وصلات خارجية
- جين غيفورد على موقع ميوزك برينز (الإنجليزية)
- جين غيفورد على موقع ديسكوغز (الإنجليزية)